# Thylacinus
Thylacinus är ett släkte av utdöda pungdjur.
Släktet utgjordes under historisk tid bara av arten pungvarg.
Andra utdöda arter inom släktet var:
- T. macknessi
- T. major
- T. megiriami
- T. potens
- T. rostralis
- T. spelaeus

## Bildgalleri

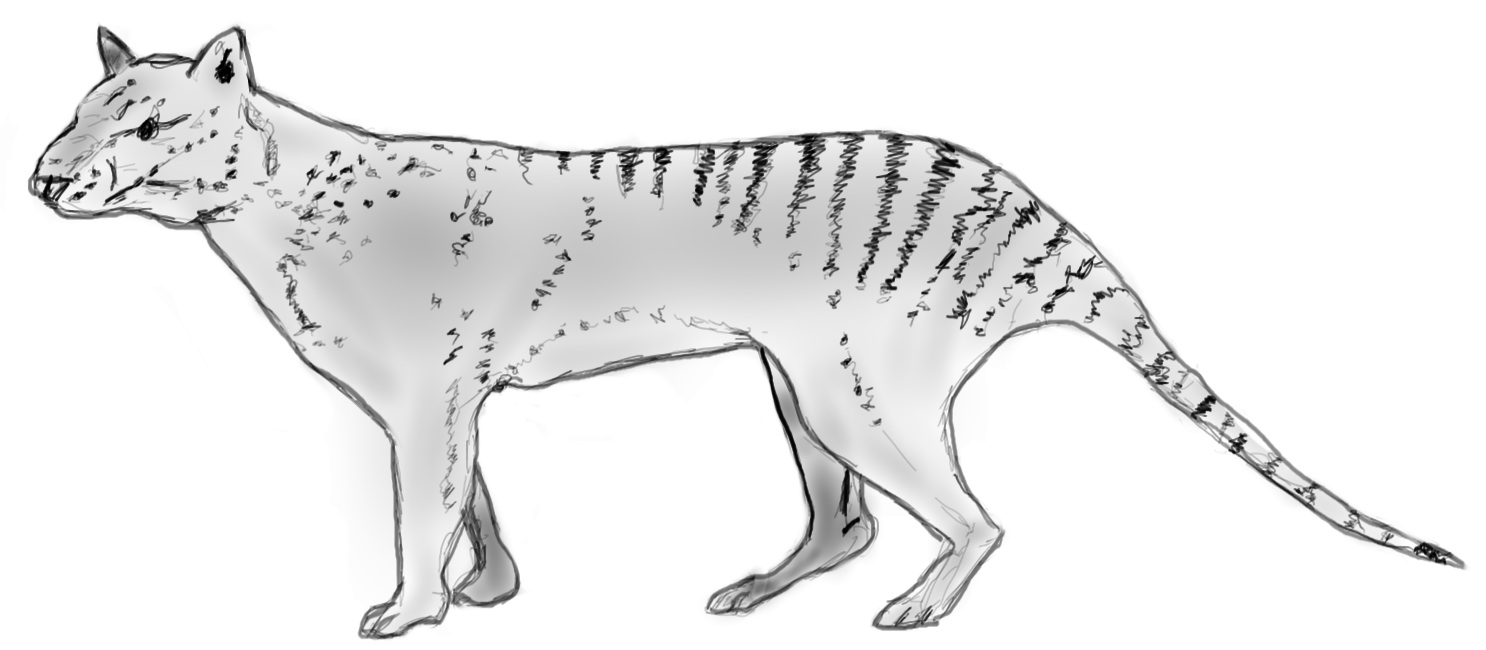
Rekonstruktion av Thylacinus potens
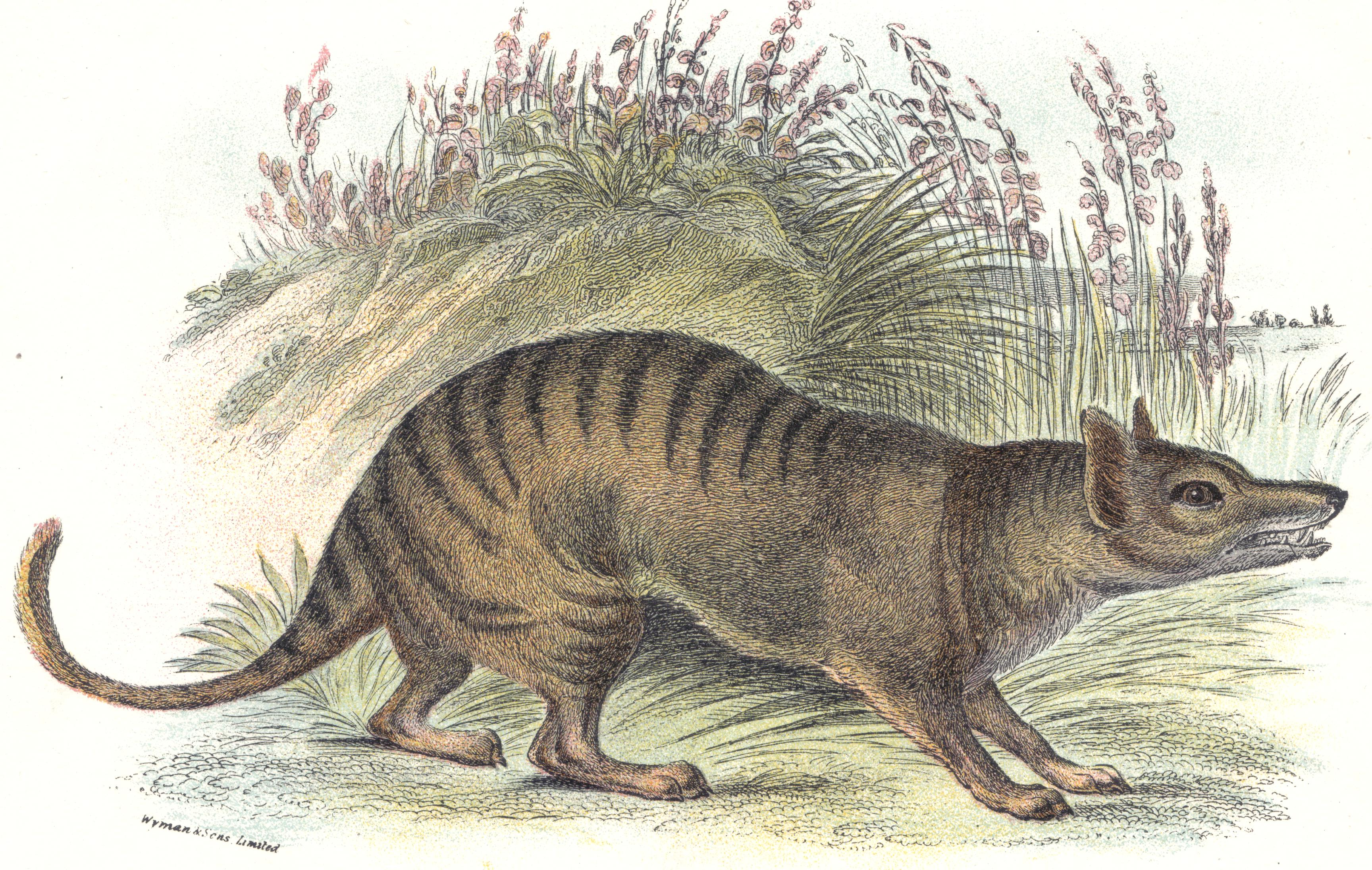
Teckning av okänd art från släktet